# ТОТАРТ
ТОТАРТ — художественный проект концептуалистов Натальи Абалаковой и Анатолия Жигалова, осуществляемый ими с конца 1970-х годов. Полное название: «Исследования Существа Искусства применительно к Жизни и Искусству»

## История проекта
Наталья Абалакова (16 апреля 1941, Горький — 11 января 2024) и Анатолий Жигалов (род. 3 декабря 1941) — муж и жена, филологи по образованию. Творческий путь начали в 1970-х годах. Они отмечают, что проект прошёл несколько периодов становления — от участия в квартирных выставках во второй половине 1970-х до зарождения собственно ТОТАРТа на волне появления соц-арта и развития московского концептуализма в 1980-е. Само название ТОТАРТ стало использоваться с 1983 года, сменив собой название «Тотальное художественное действие».
В рамках проекта художники осуществили более 100 акций и перформансов, создали ряд инсталляций и видео, а также графику, живопись и объекты. Они также написали две книги: «ТОТАРТ: Русская Рулетка» и «ТОТАРТ: Четыре Колонны Бдительности».
С начала 1990-х работают с новыми медиа. В настоящее время делают видеоперформансы и мультимедиа-проекты, исследуя проблемы «художник и власть», «язык власти и власть языка» и «гендер», традиция и инновации.

## Основные черты творчества
По признанию художников, изначальная задумка их проекта состояла в исследовании «тотального искусства в тотальных условиях», отсюда одной из главных тем творчества ТОТАРТ становится определение границ — социальных, политических, коллективного и индивидуального, между искусством и жизнью. «Тотальность ТОТАРТа выявила себя в конструкции perpetuummobile, то есть (теоретически) бесконечного повторения определенных элементарных действий, вызывающих ответную „тотальную“ реакцию зрителей». Проект строится на исследовании нескольких линий — русский авангард, Восток-Запад, гендер, слово и образ.
Многие перформансы ТОТАРТа характеризуются серийностью и использованием «штампов», архетипических символов: «ТОТАРТ часто использует символический элемент, неотъемлемый от определенных культурных явлений (например, черное, белое, красное и золотое, отсылающее к их символической роли в русской иконе). Действие перформанса вскрывает пласты культурных стереотипов, чтобы выявить их неконвенциональное ядро. Перформанс подводит участника и зрителя к реконструированию первоначальных механизмов стереотипа, высвобожденного из-под напластования современных смыслов».

## Произведения
Произведения ТОТАРТа находятся в коллекциях Третьяковской галереи, Русского музея, Коллекция Нортона и Нэнси Додж, Музей Зиммерли при университете Ратгерс штата Нью Джерси (Нью Бранзуик, Нью Джерси, США),  в российских и зарубежных архивах, фондах и частных коллекциях.
Наиболее известные произведения
- «Девочка и Буда» (1984. 16 мм, 20 мин.; фильм-перформанс)
- «Перформанс: „Русская рулетка“» (1985. Место: Комната в квартире художников. Длительность: 45 мин. Материал: Предварительно снятый фильм (8 мм, 45 мин.), кинопроектор, магнитофон, наговоренный мужским и женским голосами текст, зеркало 120×70 см в деревянной раме (дверца от шкафа), белая стена, мужчина и женщина (художники)
- «Золотой воскресник» (1985)
- «Яйца» (1988. 150×360 см. Материал: олово. Техника: песок, масло. Собрание Третьяковской галереи. Дар РОО «Общество коллекционеров современного искусства». 2007)
- «Маятник Фуко» (1996, пятиканальная видеоинсталляция)